# Gemini 11
Gemini 11 was de negende van tien bemande ruimtevluchten in het kader van het Amerikaanse Geminiprogramma.
Aan boord waren kapitein Charles Conrad en piloot Richard Gordon. Voor Charles Conrad was dit zijn tweede ruimtevlucht, hij vloog eerder op Gemini 5. Gordon vloog voor het eerst.
Op 12 september 1966 lanceerde een Atlas-raket de GATV-11 (Gemini Agena Target Vehicle). Dit was een satelliet om koppelingen tussen twee ruimtevaartuigen te kunnen oefenen. 1 uur en 40 minuten later werd de Gemini 11 gelanceerd door een Titan II-raket. 85 minuten later koppelde Conrad aan de Agena.
Het doel van de vlucht was onder andere het koppelen en ontkoppelen te oefenen als voorbereiding op het Apolloprogramma. Beide astronauten koppelden twee keer. Op het programma stonden ook enkele ruimtewandelingen (EVA).
Gordons eerste EVA zou twee uur moeten duren, waarbij hij een kabel van 30 meter moest vastmaken tussen de Gemini en de Agena, dit was het "passive stabilization experiment". Het lukte Gordon om de kabel vast te maken, maar net als bij eerder Geminiruimtewandelingen bleek het langdurig werken in de gewichtloze ruimte zeer vermoeiend. De EVA werd na een half uur dan ook afgebroken.
Een dag later voerde Gordon nogmaals een EVA uit, maar ditmaal zoals bij Gemini 10 staande in de opening van het luik voor het maken van foto's en het uitvoeren van metingen.
De Gemini 11 brak het hoogterecord en bracht het op 1364 km. De vlucht was uiterst succesvol en drie dagen later landde de capsule op slechts 4,6 km van het berekende punt in de oceaan.